# Розовогорлая пиранга
Розовогорлая пиранга (лат. Piranga roseogularis) — вид певчих птиц семейства кардиналовых. Выделяют три подвида. Эндемик полуострова Юкатан (Мексика, Белиз и Гватемала).

## Описание

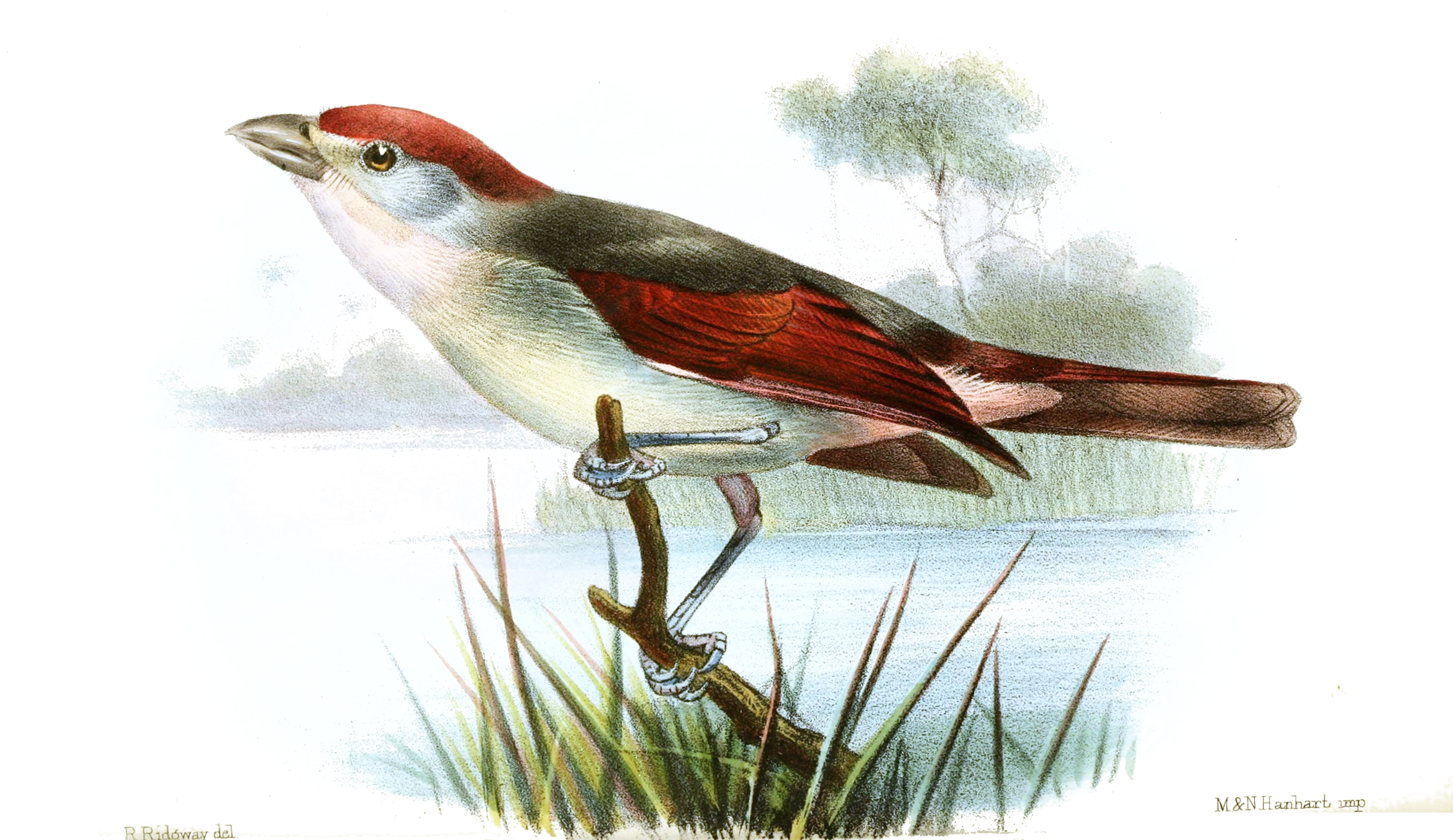

Розовогорлая пиранга достигает длины 16 см и массы от 21 до 30 г. Выражен половой диморфизм. У взрослых самцов номинативного подвида макушка тёмно-розовая; уздечки тёмные; большое белое окологлазное кольцо. Остальные части головы, шея и верхняя часть тела серые с коричневатым оттенком. Верхние кроющие перья хвоста красноватые; хвост тускло-малиновый. Верхние кроющие перья крыла тёмные, с широкой каймой малинового цвета. Маховые перья тёмные, с узкой каймой малинового цвета, третьестепенные маховые перья в основном малиновые. Горло и верхняя часть груди ярко-розовые, остальная часть нижней части тела от серого до охристо-серого цвета, с розоватым оттенком на нижних кроющих перьях хвоста, иногда также с легким розовым оттенком на нижней части груди до середины брюха. Радужная оболочка тёмно-коричневая. Клюв сероватый, надклювье немного темнее. Ноги тёмно-серые. У взрослых самок макушка ярко-оливково-жёлтая, бока головы и верхняя часть тела более тусклые желтовато-оливковые. Кроющие крыльев и хвост тёмно- желтовато-оливкового цвета. Горло и центральная часть шеи жёлтые. Грудь бледно-серая. Нижняя часть тела беловатая; нижние кроющие перья хвоста жёлтые.
Песня — разнообразная воркующая серия «whee chee cheer-el-chee cheer-el-cheu chee-el-chu...». Позывки включают в себя носовые звуки «rreh» и мяукающий «myaaa».

## Места обитания и биология
Розовогорлая пиранга в основном обитает на опушках полувлажных и влажных зрелых лесов и в подлеске кустарниковых лесов, хотя иногда и в районах с кустарником и лишь редкими деревьями. Встречается от уровня моря до высоты 250 м над уровнем моря. Добывает пищу на всех ярусах леса, в подлеске, на молодых деревьях, на среднем и верхнем ярусах леса. Часто присоединяется к смешанным стаям птиц. Иногда следует за колоннами кочевых муравьёв. Состав рациона не исследован. Биология размножения не описана.

## Подвиды и распространение
Выделяют три подвида:
- Piranga roseogularis roseogularis   Cabot, 1846  – север полуострова Юкатан (юго-восток Мексики)
- Piranga roseogularis tincta   Paynter, 1950 – центр и юг Юкатана (юго-восток Мексики, Белиз и север Гватемалы)
- Piranga roseogularis cozumelae   Ridgway, 1901 – муниципалитет Исла-Мухерес и остров Косумель (Мексика)